# Daniel Kash

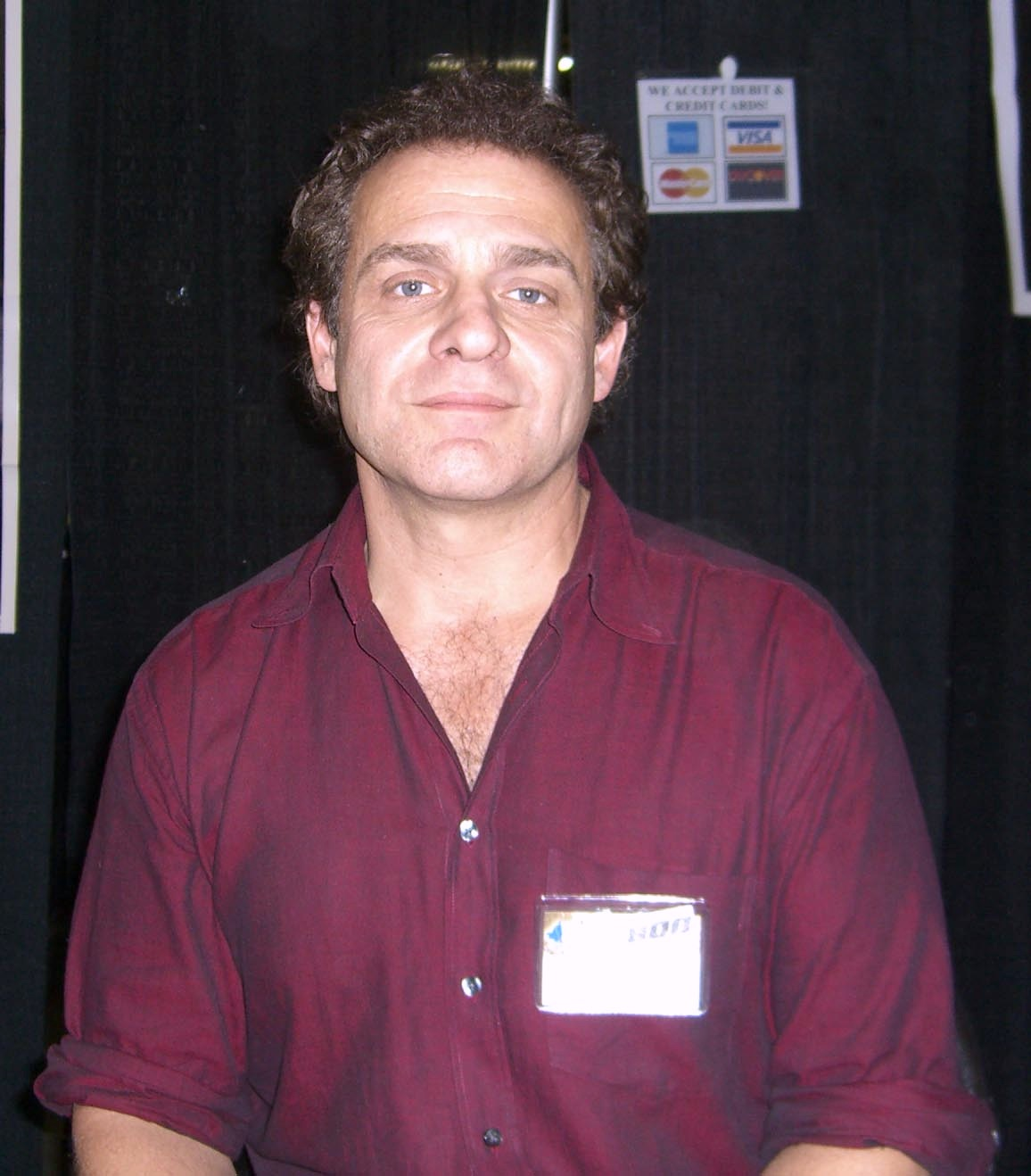
Daniel Kash (2009)

Daniel Joshua Kash (* 25. April 1959 in Montreal, Kanada) ist ein kanadischer Schauspieler und Regisseur.

## Leben
Daniel Kash ist der Sohn des Violinisten Eugene Kash und der Opernsängerin Maureen Forrester. Zu seinen Geschwistern gehört die Schauspielerin Linda Kash.
Er nahm Schauspielunterricht am Drama Centre London. Seine erste Filmrolle war die des Private Spunkmeyer im 1986 erschienenen Science-Fiction-Actionfilm Aliens – Die Rückkehr. Neben weiteren Filmen folgten Auftritte an Theatern und in zahlreichen Fernsehproduktionen. Außerdem führte er Regie bei drei Kurzfilmen sowie mehreren Theateraufführungen.
Kash ist verheiratet und hat zwei Kinder.

## Filmografie (Auswahl)
Darsteller
- 1986: Aliens – Die Rückkehr (Aliens)
- 1994–1996: Ein Mountie in Chicago (Due South, Fernsehserie)
- 1997: Wounded
- 1997, 1998: PSI Factor – Es geschieht jeden Tag (PSI Factor – Chronicles of the Paranormal, Fernsehserie, 2 Episoden)
- 1998: Gänsehaut – Die Stunde der Geister (Goosebumps, Fernsehserie, 3 Episoden)
- 2001: Sag’ kein Wort (Don’t Say a Word)
- 2001: Relic Hunter – Die Schatzjägerin (Relic Hunter, Fernsehserie, 2 Episoden)
- 2002: The Tuxedo – Gefahr im Anzug (The Tuxedo)
- 2003: Das Johannes-Evangelium (The Gospel of John)
- 2006: Lucky Number Slevin
- 2007: Fugitive Pieces
- 2007–2008: The Dresden Files (Fernsehserie, 4 Episoden)
- 2009: Die unglaubliche Reise des Sir Francis Drake (The Immortal Voyage of Captain Drake, Fernsehfilm)
- 2010: Camp Rock 2: The Final Jam (Fernsehfilm)
- 2010: Casino Jack
- 2011: Against the Wall (Fernsehserie)
- 2011, 2018: Murdoch Mysteries (Fernsehserie, 2 Episoden)
- 2013: Mama
- 2013: Saving Hope (Fernsehserie, 1 Episode)
- 2013–2014, 2017: Orphan Black (Fernsehserie, 5 Episoden)
- 2014: RoboCop
- 2014–2015: The Strain (Fernsehserie, 9 Episoden)
- 2015–2016: Bitten (Fernsehserie, 7 Episoden)
- 2017: Ransom (Fernsehserie, 1 Episode)
- 2017, 2018: Anne with an E (Fernsehserie, 3 Episoden)
- 2018: Bad Blood (Fernsehserie, 8 Episoden)
- 2019: Carter (Fernsehserie, 1 Episode)
- 2020: ALIENS: Last Stand (Kurzfilm)
- 2020–2022: Star Trek: Discovery (Fernsehserie, 2 Episoden)